# 146 (getal)
Het natuurlijke getal 146 volgt op 145 en gaat vooraf aan 147.

## In de wiskunde

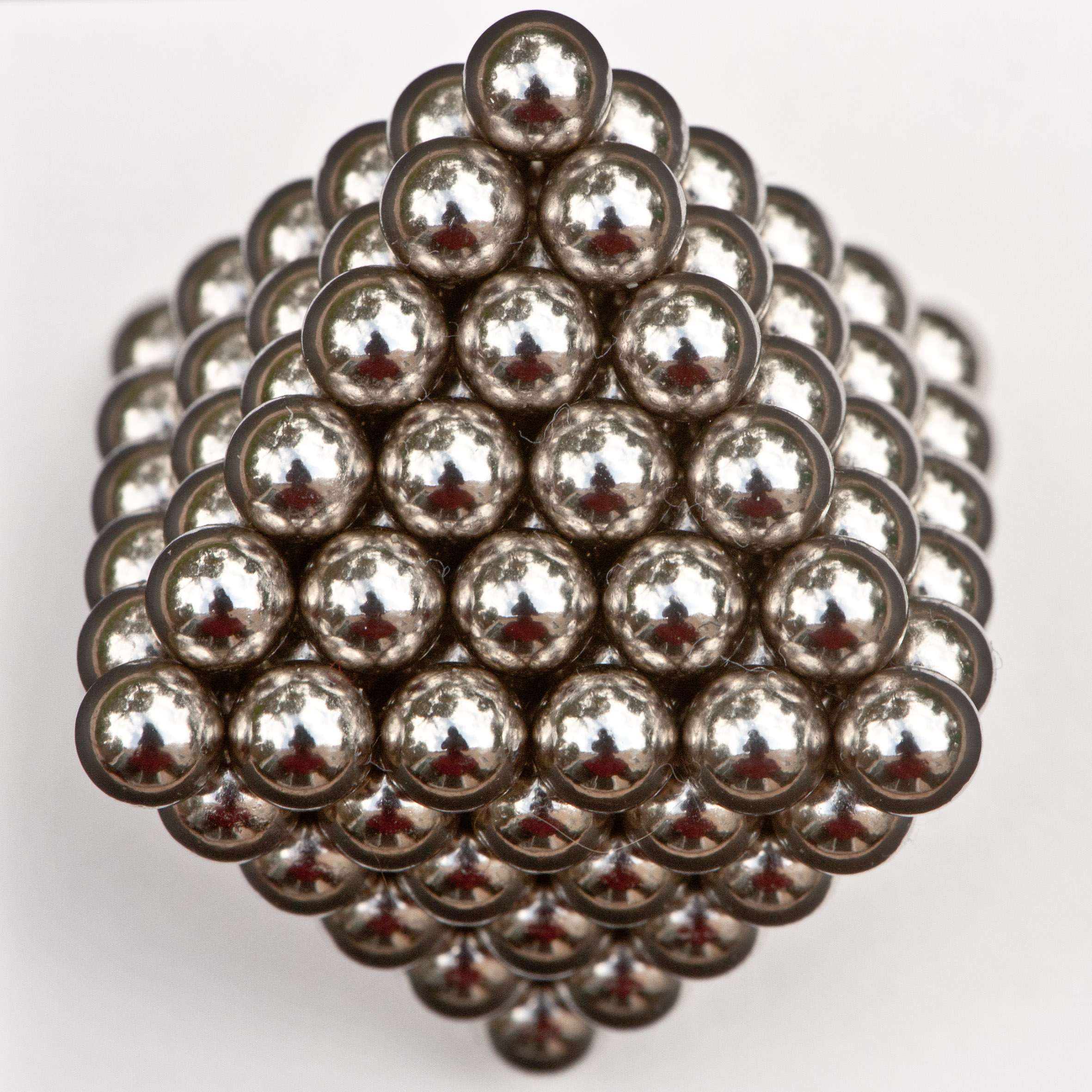
146 magnetische kogeltjes gestapeld in de vorm van een octaëder (regelmatig achtvlak).

- De som van alle delers van 146 (1, 2, 73, 146) is gelijk aan 222, en:
  - 14610 = 2228. In het 8-tallig stelsel is 146 daarmee een repdigit
- 146 = 2 x 73. Daarmee is 146 een semipriemgetal
- 146 is een octaëdrisch getal.[1]
- 146 is een onaanraakbaar getal

## In het dagelijks leven
- De 146e dag van een niet-schrikkeljaar is 26 mei.

## Noot
1. ↑  Zie: OEIS, Octahedral numbers, A005900. Gearchiveerd op 24 maart 2023.